# Laragia jezik
Laragia jezik (gulumirrgin, laragiya, larakia, larakiya; ISO 639-3: lrg), jedini jezik istoimene porodice australskih jezika iz područja kod Darwina, Sjeverni teritorij.
Imao je 6 govornika (1983 Black), a članovi plemena Larakiya danas svi govore engleski [eng].

## Vanjske poveznice
- Ethnologue (14th)
- Ethnologue (15th)